# ノア・ナカイタシ
ノア・ナカイタシ（Noa Nakaitaci、1990年7月11日 - ）は、トップ14・リヨンOUに所属するラグビー選手。

## プロフィール
- フィジー・ラウトカ出身。
- ポジションはウィング(WTB)。
- 身長 190cm、体重 96kg
- U20フィジー代表に選ばれたことがある[1]。
- フランス代表キャップは15(2021年1月現在)でワールドカップ2015のフランス代表に選ばれた[2]。

## 略歴
ASMクレルモンを経て、2018年、リヨンOUに加入。 